# درخت پنجه گل‌سرخ
درخت پنجه گل‌سرخ (نام علمی: Bombax anceps) نام یک گونه از سرده پنجه‌درخت‌ها است.